# Dashiell Hammett
Samuel Dashiell Hammett (/dəˈʃiːl ˈhæmɪt/; 27 tháng 5 năm 1894 – 10 tháng 1 năm 1961) là một tác giả người Mỹ chuyên viết tiểu thuyết trinh thám và truyện ngắn hard-boiled. Ông cũng là một nhà biên kịch và nhà hoạt động chính trị. Trong số các nhân vật dài hơi mà ông tạo ra là Sam Spade (The Malta Falcon), Nick và Nora Charles (The Thin Man), và Continental Op (Red Harvest và The Dain Curse).
Hammett "hiện được coi là một trong những nhà văn viết thể loại truyện bí ẩn hay nhất mọi thời đại". Trong cáo phó của Hammet trên tờ Thời báo New York, ông được mô tả là "thủ lĩnh của... trường phái tiểu thuyết trinh thám" hard boiled". Tạp chí Time đã đưa cuốn tiểu thuyết Red Harvest năm 1929 của Lutett vào danh sách 100 tiểu thuyết tiếng Anh hay nhất được xuất bản từ năm 1923 đến 2005. Tiểu thuyết và truyện của ông cũng có ảnh hưởng đáng kể đến các bộ phim, bao gồm các thể loại tiểu thuyết trinh thám, phim kinh dị bí ẩn và phim noir.